# Sophie Rosenthal-May
Sophie Rosenthal-May (Hamburg, 26 juli 1838 – Noordwijk aan Zee, 4 augustus 1921) was een Nederlandse filantrope. Zij was actief betrokken bij organisaties ter verbetering van de leefomstandigheden van de Joodse gemeenschap in Amsterdam.

## Biografie
Sophie May werd geboren in een eenvoudig Joods gezin in Hamburg. Op haar achttiende trouwde ze met George Rosenthal, die uit een welvarende bankiersfamilie kwam. In 1859 vestigde het echtpaar zich in Amsterdam waar haar man directeur werd van de Lippman-Rosenthalbank. In 1864 kochten ze het pand Herengracht 500, dat tot 1951 in het bezit van de familie bleef. George Rosenthal was consul-generaal voor Portugal en werd in 1884 door koning Lodewijk I van Portugal tot baron verheven.
Rosenthal-May was, net als haar man en haar broer Amandus May, zeer actief betrokken bij organisaties ter verbetering van de leefomstandigheden van de Joodse gemeenschap in Amsterdam. In 1879 werd ze lid van het college van regentessen van het Israëlitisch Armbestuur. In 1887 richtte ze samen met haar man aan de Uilenburgerstraat een school op voor de kinderen van joodse armen, de Sophie Rosenthal bewaarschool. Na de dood van haar man in 1909 richtte zij een liefdadigheidsfonds op, dat eerst George Baron Rosenthalfonds heette, later het Rosenthal-Mayfonds. Zij schonk in 1912 grote sommen geld aan het Oudeliedengesticht van het Israëlitisch Armbestuur en aan het Israëlitisch Ziekenhuis. Eerder had ze het ziekenhuis al de grond voor de bouw van het Rosenthal-May Zusterhuis aan de Nieuwe Keizersgracht geschonken.
Ook steunde zij de Bibliotheca Rosenthaliana, een van de Bijzondere Collecties van de Universiteit van Amsterdam, die was voortgekomen uit de uitgebreide collectie joodse en Hebreeuwse literatuur van Rosenthals schoonvader, de rabbijn Leeser Rosenthal. Ze was enige tijd ere-voorzitter van deze bibliotheek.
Voor haar filantropisch werk werd Rosenthal-May in 1907 benoemd tot Ridder in de Orde van Oranje Nassau. Zij overleed in 1921 in het huis van de familie Rosenthal in Noordwijk. Het Rosenthal-Mayfonds verloor kort na de Eerste Wereldoorlog een groot deel van haar kapitaal. Er bestaat anno 2020 echter nog steeds een Sophie-Rosenthalvereniging die goede doelen steunt.